# Gerlof Jukema
Gerlof Johannes Jukema (Nijverdal, 19 november 1958) is een Nederlands arts en oud-politicus voor de LPF.
Jukema werd geboren te Nijverdal, als zoon van een predikant en een maatschappelijk werkster. Hij volgde het atheneum te Hengelo en twee gymnasia te Den Haag. Jukema studeerde van 1979 tot 1986 geneeskunde aan de Universiteit Leiden, waarna hij werd opgeleid tot longarts. Hij was tot 31 maart 2012 werkzaam als longarts in het Waterlandziekenhuis te Purmerend en was van 1993 tot 1996 tevens lid van het stafbestuur aldaar.

## Politieke loopbaan
Jukema werd door Pim Fortuyn naar de LPF gehaald wegens zijn kennis als medisch specialist. Voor Fortuyn was de hervorming van de gezondheidszorg een belangrijk punt. Jukema was vanaf 23 mei 2002 lid van de Tweede Kamer gedurende de regeerperiode van het eerste Kabinet Balkenende, en combineerde deze functie met zijn baan als longarts.
Toen Volkert van der Graaf, de moordenaar van Fortuyn, een hongerstaking begon, baarde Jukema opzien door samen met een collega LPF-Kamerlid, de anesthesioloog Milos Zvonar, zijn bereidheid tot medewerking aan dwangvoeding van Van der Graaf uit te spreken. Jukema zou daarbij een eventuele tuchtrechtzaak niet uit de weg gaan, zo verklaarde hij; die zag hij als een interessant proefproces. Zijn standpunt stond haaks op dat van de Koninklijke Nederlandse Maatschappij tot bevordering van de Geneeskunst (KNMG).
Voor de verkiezingen van januari 2003 schrapte de LPF zonder overleg alle artsen van de kandidatenlijst. Op 30 januari 2003 verliet Jukema de Kamer. Hij ambieerde geen functie in de politiek meer, maar wilde directeur van een ziekenhuis worden om op kleinere schaal de gezondheidszorg te kunnen verbeteren. Hij bleef wel lid van de LPF.
Voor de Tweede Kamerverkiezingen van 2006 kwam Jukema op de veertiende plaats op de verkiezingslijst van de partij EénNL.